# Infosys
Infosys Limited (tên cũ: Infosys Technologies Limited) là một công ty đa quốc gia cung cấp dịch vụ tư vấn doanh nghiệp, công nghệ thông tin và outsourcing. Trụ sở công ty tại Bengaluru, Ấn Độ.
Infosys là công ty CNTT Ấn Độ lớn thứ 3 vào năm 2017 và là công ty lớn thứ 596 trên thế giới về doanh thu. Vào ngày 30 tháng 6 năm 2017, giá trị vốn hóa thị trường của công ty đạt 34.33 tỷ USD. Xếp hạng tín dụng của công ty là A- (theo Standard & Poor's).

## Lịch sử
Infosys được 7 kỹ sư ở Pune, Ấn Độ thành lập với số vốn ban đầu là 250 đô la vào năm 1981. Nó đã được đăng ký dưới tên Infosys Consultants Private Limited vào ngày 2 tháng 7 năm 1981. Năm 1983, nó chuyển văn phòng đến Bengaluru.
Đổi tên: Công ty đổi tên thành Infosys Technologies Private Limited vào tháng 4 năm 1992 và đổi thành Infosys Technologies Limited khi nó trở thành công ty trách nhiệm hữu hạn trong tháng 6 năm 1992. Sau đó công ty đổi tên thành Infosys Limited vào tháng 6 năm 2011.
Lên sàn: Công ty phát hành cổ phiếu lần đầu (IPO) vào tháng 2 năm 1993 với giá chào ₹95 (tương đương với ₹690 hoặc US$11 ở thời điểm năm 2023) trên mỗi cổ phiếu so với mệnh giá INR20 (Bản mẫu:INRConvert/inflation). IPO của Infosys đã bị ế khi số người mua ít hơn cổ phiếu phát hành nhưng nó đã được ngân hàng đầu tư Mỹ Morgan Stanley "cứu vãn" khi mua 13% vốn với giá chào. Cổ phiếu của công ty được niêm yết trên sàn giao dịch chứng khoán vào tháng 6 năm 1993 với sự mở cửa giao dịch tại ₹145 (tương đương với ₹1.100 hoặc US$16 ở thời điểm năm 2023) mỗi cổ phần.
Cổ phiếu công ty được niêm yết trên sàn NASDAQ vào năm 1999 thông qua tuyến ADR. Giá cổ phiếu tăng lên ₹8.100 (tương đương với ₹350.000 hoặc US$5,400 ở thời điểm năm 2023) vào năm 1999 khiến nó trở thành cổ phiếu đắt nhất trên thị trường vào thời điểm đó. Vào thời điểm đó, Infosys là một trong 20 công ty lớn nhất tính theo giá trị vốn hóa thị trường trên NASDAQ. Danh sách ADR đã được chuyển từ NASDAQ sang NYSE Euronext để cho các nhà đầu tư châu Âu tiếp cận tốt hơn với cổ phiếu.

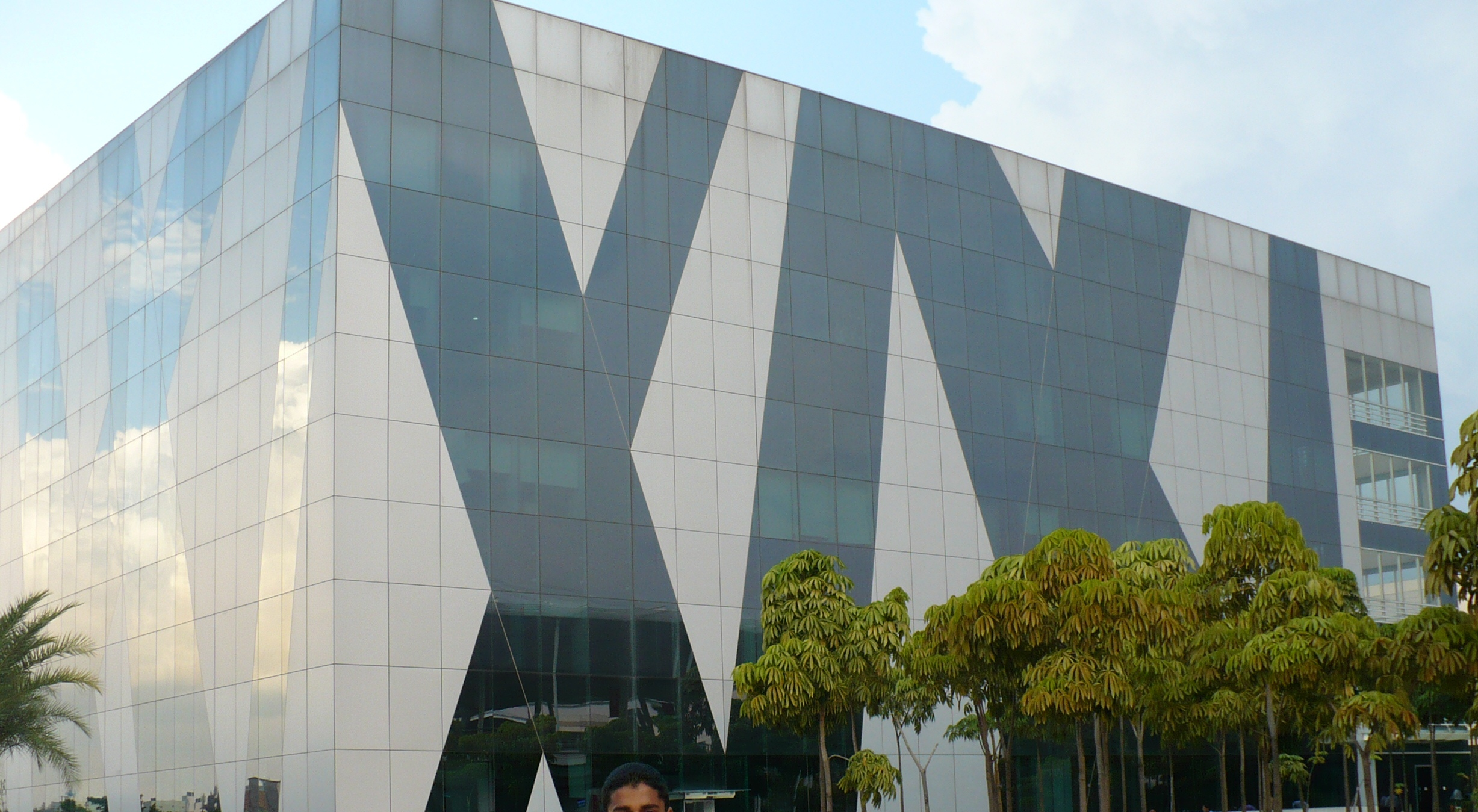
Infosys, Bengaluru

Tăng trưởng doanh thu: Doanh thu hàng năm của công ty này đã đạt 100 triệu USD vào năm 1999, 1 tỷ USD năm 2004 và 10 tỷ USD vào năm 2017.
Mở rộng vùng địa lý: Năm 2012, Infosys mở một văn phòng mới tại Milwaukee, Wisconsin để phục vụ Harley-Davidson, là văn phòng quốc tế thứ 18 tại Hoa Kỳ. Infosys đã thuê 1.200 nhân viên Hoa Kỳ vào năm 2011 và tăng thêm 2.000 nhân viên vào năm 2012.
Mở rộng sản phẩm và dịch vụ: Vào tháng 7 năm 2014, Infosys lập một công ty con có tên gọi là EdgeVerve Systems, tập trung vào các sản phẩm phần mềm doanh nghiệp cho các hoạt động kinh doanh, dịch vụ khách hàng, mua sắm và các tên miền mạng thương mại. Vào tháng 8 năm 2015, tài sản Giải pháp Ngân hàng của Finacle đã chính thức chuyển giao từ Infosys và trở thành một phần của danh mục sản phẩm của công ty EdgeVerve Systems.

## Sản phẩm và dịch vụ
Công ty cung cấp dịch vụ phát triển phần mềm, bảo trì và các dịch vụ xác nhận độc lập cho các công ty trong ngành ngân hàng, tài chính, bảo hiểm, sản xuất và các lĩnh vực khác.
Một trong những sản phẩm nổi tiếng của nó có tên Finacle là một giải pháp ngân hàng phổ quát với nhiều mô-đun cho ngân hàng bán lẻ & doanh nghiệp.